# Kontroverse um die geplante Koranverbrennung 2010

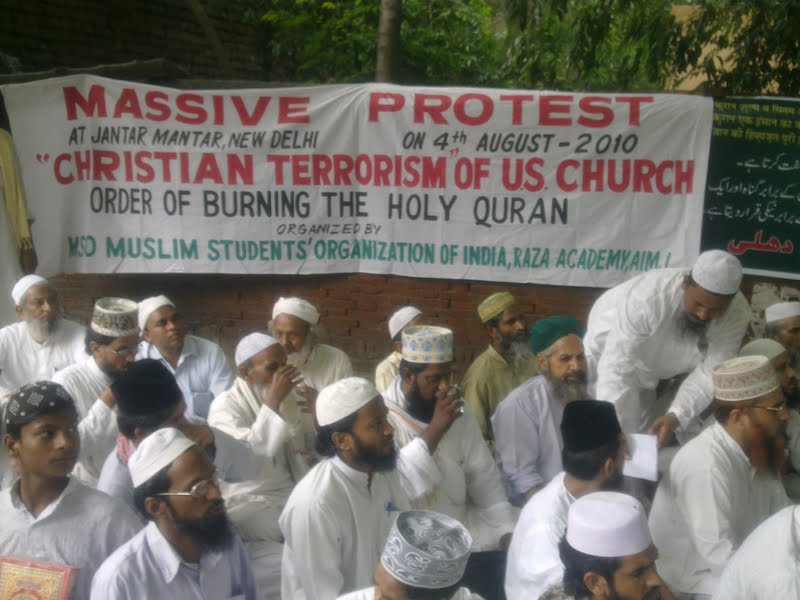
Protest in Indien gegen den International Burn a Koran Day

Der von seinem Initiator Prediger Terry Jones so genannte International Burn a Koran Day war eine angekündigte Verbrennung von Koranausgaben, die am 11. September 2010 in Gainesville, Florida, und weltweit stattfinden sollte. Die Veranstaltung stieß international auf Ablehnung und Protest, die Verbrennung in Gainesville selbst wurde nicht durchgeführt. Allerdings kam es wegen des Medienhypes um das Thema zu diversen Verbrennungen durch Nachahmer.
Nach der Ankündigung der Koranverbrennung formierte sich in den USA und weltweit Kritik von christlichen Kirchen, Politikern sowie Anhängern verschiedenster Weltanschauungen.
Bei gewaltsamen Protesten gegen die Aktion kamen auch noch nach deren Absage Menschen in Afghanistan, Pakistan und Indien ums Leben.

## Hergang
Im Juli 2010 kündigten Terry Jones und seine Freikirche Dove World Outreach Center an, am 11. September 2010 einen internationalen Koranverbrennungstag („International Burn a Koran Day“) einzuführen. Es sollten im Gedenken an die Terroranschläge des 11. September 2001 insgesamt 200 Ausgaben des Koran verbrannt werden.
Das Thema wurde zuerst von „The Gainesville Sun“ und später über USA Today auch vom arabischen Fernsehsender al-Arabiya aufgenommen, was zusammen mit dem bevorstehenden 9. Jahrestags der Anschläge auf das World Trade Center und den Protesten gegen den geplanten Moscheebau in 49–51 Park Place ein großes weltweites Medienecho hervorrief.
Der Prediger erhielt Todesdrohungen, nachdem er die Koranverbrennung angekündigt hatte. Die Bank kündigte einen Kredit der Gemeinde, und Jones’ Hausversicherung wurde storniert. Die Website der Gemeinde wurde am 9. September vom Host abgestellt. Die Feuerwehr verweigerte die Genehmigung für ein öffentliches Feuer.
Am 2. September 2010 versammelten sich zwanzig verschiedene lokale Religionsführer, um die Bevölkerung von Gainesville dazu aufzurufen, sich mit ihren muslimischen Mitbürgern solidarisch zu erklären. Jones Vorhaben wurde weltweit von Religionsvertretern und Politikern verurteilt.
Am 9. September erklärte Jones im Beisein von Imam Muhammad Musri, dass er am Samstag nach New York fliegen werde, um sich mit dem Imam Feisal Abdul Rauf zu treffen, der eine Moschee bauen will, zwei Blocks vom Ground Zero entfernt. Musri habe ihm versprochen, den geplanten Bau an einen anderen Ort zu verlegen. Das sähe die Freikirche als Zeichen, dass Gott beides nicht möchte und sie habe zugestimmt, die Koranverbrennung abzusagen und sich stattdessen mit dem Imam zu treffen. Es gab kurz Verwirrung, nachdem Imam Feisal Abdul Rauf dementierte, mit Jones oder Musri gesprochen und die Absicht zu haben, zu verhandeln.
Am 11. September sagte Jones dennoch die Aktion endgültig ab.

## Reaktionen christlicher Organisationen
Verschiedene Christen beurteilten die Aktion als unchristlich.
Die Evangelische Allianz, einer der weltweit größten Zusammenschlüsse von Gläubigen, verurteilt die Koranverbrennung und forderte dazu auf, die Aktion abzusagen, weil diese das Gedenken der Opfer des 11. September entehre und weiter unakzeptable Gewalt verbreite.
Es wurde ein Messen mit zweierlei Maß kritisiert, dass einerseits der „International Burn a Koran Day“ verurteilt, aber andererseits das Unterfangen des umstrittenen Imam Rauf eine Moschee nahe dem Ground Zero zu bauen unterstützt würde, obwohl Rauf sich offen dazu bekenne, in den USA die Scharia einführen zu wollen und arabischsprachige Christen als provokativ bezeichnete, weil sie das arabische Wort für Gott benutzt hatten. Es würde ignoriert, dass im August 2010 in Eritrea 1500 Bibeln verbrannt und Studenten, die dagegen protestierten, inhaftiert wurden. Geoff Tunnicliffe, der internationale Leiter der World Evangelical Alliance bat darum, dass das gleiche Maß der einmütigen Verurteilung gegenüber jeder Aggression gegen jeden Glauben an den Tag gelegt werden solle, und machte darauf aufmerksam, dass radikale Hindus 2008 in indischen Orissa mindestens 70 Menschen töteten, mehr als 4.000 Häuser niederbrannten, mindestens 149 Kirchen zerstörten und circa 54.000 Christen obdachlos machten  und in Sri Lanka in den letzten Jahren Kirchen verbrannt und Pastoren ermordet wurden und radikale buddhistische Politiker die Religionsfreiheit der örtlichen Kirchen beschneiden wollen.

## Reaktionen von Muslimen
Da Muslime den Koran als wörtliche Offenbarung Gottes ansehen, stellt für sie eine absichtliche Verbrennung einen blasphemischen und beleidigenden Akt dar. Beispielsweise ist „blasphemischer Umgang“ mit dem Koran in Pakistan mit lebenslanger Freiheitsstrafe bedroht.
Die Reaktionen von muslimischen Gruppen reichten vom Aufruf, bei öffentlichen Mahlzeiten über den Koran aufzuklären, bis zu Kriegsdrohungen von Al-Falluja-Djihadisten. Die Islamische Aktionsfront, der politische Arm der jordanischen Muslimbrüder, hielt es für lächerlich, eine Koranverbrennung als Teil des Rechtes auf freie Meinungsäußerung zu sehen.
Einige der Demonstrationen in Indonesien, Pakistan und Afghanistan endeten gewalttätig.  David Petraeus, US-General der Afghanistan-Streitkräfte, äußerte die Befürchtung, die Aktion könnte die Truppen und ihre bisherigen Fortschritte gefährden. Unterschiedliche Quellen berichteten über gewalttätige Ausschreitungen bei einer Demonstration vor einem deutschen Feldlager in Faizabad. Die Angaben variieren hierbei zwischen mehreren Verletzten bis hin zu einem Todesfall, der jedoch von Seiten der Bundeswehr nicht bestätigt werden konnte. Proteste gegen die Aktion fanden beispielsweise in Indonesien statt. Die Nordamerikanische Muslimvereinigung, einschließlich Ahmed Al Mehdawi vom islamischen Zentrum in Gainesville, verurteilte die Todesdrohungen gegen Terry. Die Taliban in Afghanistan forderten – auch nach der Absage durch die DWOC – zu Demonstrationen auf. Bei diesen Protesten wurden elf Personen verletzt. Mindestens ein Mann kam durch Schüsse der Polizei ums Leben.
Nach Absage der Koranverbrennung durch Jones griffen Demonstranten eine Kirche in Daska und drei Kirchen in Narowal (Bezirk Punjab) mit Steinwürfen an. Schon am Vortag war ein Christ von einem militanten Islamisten während einer Demonstration der Christen gegen die geplante Koranverbrennung angeschossen worden. Auch im indischen Teil Kaschmirs steckten muslimische Demonstranten Regierungsgebäude und eine christliche Missionsschule in Brand. Die Medienberichte zur geplanten Koranverbrennung hatten hier die schon seit Juni 2010 anhaltenden Spannungen in dieser Region weiter angeheizt. Bei den Unruhen in Kaschmir wurden 14 Menschen getötet und 75 verletzt.

## Fortführung der Aktion durch andere
Nur Stunden nach der Absage durch das DWOC gab die Sekte Westboro Baptist Church aus Topeka, die keiner baptistischen oder anderen christlichen Konfession angehört, bekannt, dass sie nach einer ersten Koranverbrennung 2008 erneut eine Koran-Verbrennung durchführen werde, falls DWOC das nicht tun würde. Die Westboro Baptist Church verbrannte um 12 Uhr mittags eine Kopie des Korans sowie eine Flagge der Vereinigten Staaten.
Weitere Beschädigungen des Koran fanden in Nashville, Washington und am Ground Zero statt.

## Rolle der Medien
Die weltweite Resonanz der Massenmedien auf die geplante Aktion eines Predigers mit ein paar Dutzend Anhängern wird von einigen Seiten durch das Sommerloch erklärt. Da der Medienhype zu diversen gewalttätigen Auseinandersetzungen führte und auch Nachahmer erst animierte, wurde in weiten Teilen der US-Medienlandschaft darüber diskutiert, ob zukünftig derartige Randthemen ignoriert werden sollten, die nur wegen Ermangelung wirklicher Nachrichten aufgegriffen würden. Gerade provokante Themen rund um den Islam führten dazu, dass Medien zum Spielball von Fundamentalisten würden.

„Für ein Ausrufezeichen im dahinrasenden Nachrichtenticker kann allerdings sorgen, wer sich auf religiöse Gegensätze, auf das Spannungsfeld zwischen christlicher und islamischer Welt kapriziert. So gelang es einem Gemeindepastor aus dem amerikanischen Provinznest Gainesville, die Alarmbereitschaft der global community allein mit der Ankündigung einer Tat zu entzünden.“

Die Medien trugen außerdem zur Verbreitung von Fehlinformationen bei. So strahlte das iranische Staatsfernsehen Bilder ungeklärter Herkunft aus, in denen ein Koran angezündet wurde. Dies führte zu Demonstrationen iranischer Studenten vor der Schweizer Botschaft in Teheran, die in einem Erstürmungsversuch gipfelten.